# Glaucium elegantissimum
Glaucium elegantissimum är en vallmoväxtart som beskrevs av S. Mobayen. Glaucium elegantissimum ingår i Hornvallmosläktet som ingår i familjen vallmoväxter. Inga underarter finns listade i Catalogue of Life.